# Šenturška Gora
Šenturška Gora je naselje u slovenskoj Općini Cerklju na Gorenjskem. Šenturška Gora se nalazi u pokrajini Gorenjskoj i statističkoj regiji Gorenjskoj. 

## Stanovništvo
Prema popisu stanovništva iz 2002. godine naselje je imalo 111 stanovnika.